# اليوم العالمي لمكافحة ذات الرئة
يمثل اليوم العالمي لمكافحة ذات الرئة محفلا سنويا يمنح العالم فرصة للاتحاد والمطالبة بالعمل من أجل محاربة ذات الرئة. وقد حشدت أكثر من مائة منظمة معنية بالأطفال جهودها لتأسيس الائتلاف العالمي لمحاربة ذات الرئة عند الأطفال والذي احتفل باليوم العالمي الأول لمكافحة ذات الرئة في الثاني عشر من تشرين الثاني/ نوفمبر 2010. واشترك الفنانون من سفراء منظمة إنقاذ الطفولة جوينيث بالترو Gwyneth Paltrow ويوج لوري Hugh Laurie مع تشارلز ماكورماك Charles MacCormack من هيئة إنقاذ الطفولة وأورين ليفين Orin Levine من فريق pneumoADIP ولانس ليفر Lance Laifer من صندوق التحوط لمكافحة الملاريا وذات الرئة ومجلس الصحة العالمية وتحالف GAVI في دعوة العامة للاشتراك في اليوم العالمي لمكافحة ذات الرئة في 2 نوفمبر/ تشرين أول. وفي عام 2010، سيوافق اليوم العالمي لممكافحة ذات الرئة 12 نوفمبر/ تشرين أول.
يعد ذات الرئة من الأمراض القابلة للعلاج والتي يمكن الوقاية منها ويمرض به 155 مليون طفل دون سن الخامسة كما يحصد أرواح 1,6 مليون طفل سنويا. وهذا يجعل ذات الرئة السبب رقم واحد في وفيات الأطفال دون الخامسة، إذ يحصد أرواح عدد أكبر من الأطفال مما تحصده الحصبة والملاريا والإيدز مجتمعة. ومع ذلك، لايدرك أغلبية الناس العدد الكبير الذي يلقي حتفه بسبب هذا المرض. ولذا، لا يحظى ذات الرئة بالأهمية التي يستحقها في قائمة الصحة العمومية ونادرا ما يحظى بالاهتمام أيضا في وسائل الإعلام. ويساعد الاحتفال باليوم العالمي لذات الرئة على جذب اهتمام العامة لتلك الأزمة الصحية علاوة على تشجيع صناع السياسات والمنظمات التي تمثل القاعدة الشعبية على محاربة المرض.
وعلى الرغم من ارتفاع معدل الوفيات بالمرض، يوجد علاج بتكلفة معقولة كما يمكن الوقاية من المرض. وهناك لقاحات فعالة لاثنين من أكثر أسباب ذات الرئة المميت شيوعا وهما هيموفيلياس أنفلونزا النوع ب وذات الرئة العقدي. ويمكن تناول كورس مضادات حيوية تقل تكلفته عن دولار واحد أمريكي يمكنه معالجة المرض في حالة بدء تناوله مبكرا. ووفقا لخطة العمل العالمية لتوقي ذات الرئة ومكافحته (بالإنجليزية Global Action Plan for the Prevention and Control of Pneumonia GAPP) والتي أصدرتها الصحة العالمية واليونيسيف بمناسبة الاحتفال باليوم العالمي لمكافحة ذات الرئة في 2009، يمكن إنقاذ حياة مليون طفل سنويا بأساليب الوقاية والعلاج لذات الرئة إذا ما تم تطبيقها في أكثر دول العالم فقرا.
و قد اتفقت 192 دولة عضو في الأمم المتحدة علاوة على 23 منظمة دولية على الأقل على تحقيق الأهداف الإنمائية للألفية بحلول عام 2015 وهي عبارة عن ثمانية أهداف تتعلق بالتنمية الدولية. ويتمثل الهدف الرابع في تخفيض عدد وفيات الأطفال دون الخامسة بمقدار الثلثين في الفترة من 1990 إلى 2015. وتمثل الوفاة بذات الرئة 20% من إجمالي نسبة الوفيات دون سن الخامسة. ويتعين العمل على تخفيض نسبة الوفيات بسبب ذات الرئة إذا مارغب العالم في تحقيق الهدف الإنمائي الرابع للالفية.